# Euura boreoalpina
Euura boreoalpina är en stekelart som beskrevs av Jens-Peter Kopelke 2001. Euura boreoalpina ingår i släktet Euura, och familjen bladsteklar. Arten är reproducerande i Sverige.